# Diacyclops jeanneli
Diacyclops jeanneli är en kräftdjursart som först beskrevs av Claude Chappuis 1929.  Diacyclops jeanneli ingår i släktet Diacyclops och familjen Cyclopidae.

## Underarter
Arten delas in i följande underarter:
- D. j. jeanneli
- D. j. putei